# NGC 7673
NGC 7673 is een spiraalvormig sterrenstelsel in het sterrenbeeld Pegasus. Het ligt 160 miljoen lichtjaar van de Aarde verwijderd en werd op 5 september 1864 ontdekt door de Duitse astronoom Albert Marth.

## Synoniemen
- UGC 12607
- IRAS 23252+2318
- MCG 4-55-14
- KCPG 584A
- MK 325
- 4ZW 149
- KUG 2325+233
- ZWG 476.42
- VV 619
- PGC 71493